# Erongo
Erongo – jeden z 14 regionów administracyjnych Namibii, ze stolicą w Walvis Bay.

## Granice regionu
Granicą regionu na północy jest region Kunene, na wschodzie Otjozondjupa i Khomas, na południu region Hardap, a na zachodzie Ocean Atlantycki.

## Podział administracyjny
Erongo dzieli się na siedem okręgów: Omaruru, Karibib, Brandberg, Arandis, Swakopmund, Walvis Bay Urban i Walvis Bay Rural.